# Licínio Azevedo
Licínio Azevedo (Novo Hamburgo, 27 de maio de 1951) é um jornalista, cineastra e escritor brasileiro-moçambicano, cujos filmes foram premiados em diversos festivais.

## Biografia

### Primeiros anos
Nasceu em Novo Hamburgo, em 27 de maio de 1951. Por parte da família paterna descende de uma importante família fazendeira gaúcha, e por parte de mãe, de uma tradicional linhagem militar, desde da Guerra do Paraguai. Mudou-se ainda criança para Porto Alegre, estudando no Colégio Militar Júlio de Castilhos. Era o sonho de sua mãe que fosse militar, sonho não correspondido por Azevedo. Formado na educação básica ingressou no curso de Direito na Pontifícia Universidade Católica do Rio Grande do Sul, mudando, um ano depois, para o Jornalismo. Bacharelou-se jornalista em 1975.

### Carreira no jornalismo
Nos tempos de faculdade começou a trabalhar com reportagens policiais para o Zero Hora. Depois de formado foi repórter da Folha da Manhã, sendo editor de polícia. Investigou o delegado Pedro Selling, titular do DOPS, acusando-o de tortura e homicídios. Por sua denuncia foi perseguido pela Ditadura Militar, tendo que fugir do Brasil. Radicou-se inicialmente na Argentina.
Residiu em diversos paises latino-americanos, cobrindo movimentos de libertação popular, viveu no Peru, Bolívia, Guatemala, Nicaraguá, Uruguai, e México. Retornou para São Paulo, publicando no Jornal da Tarde uma reportagem sobre o terremoto da Guatemala, que avassalou o país em 4 de fevereiro de 1976. Continuou criticando o regime militar, atuando na imprensa alternativa: Versus, Movimento, Repórtes, Opinião, Coojornal, entre outros. A partir de 1975 começou a trabalhar como jornalista no exterior, inicialmente em Portugal. Tentou ir para Angola, não conseguindo visto. Foi para Guiné Bissau trabalhando no jornal Nô Pintcha, acompanhando Luiz Cabral em suas visitas ao interior do país.

### Moçambique
Em 1978 radicou-se em Moçambique. Havia chegado a capital Maputo a convite de Rui Guerra. Junto a outros cineastras, como o próprio Rui Guerra, além de Jean Rouch, Jean-Luc Godard, José Celso Martinez Correa, Murilo Salles, Guel Arraes, Santiago Alvarez, colaborou para a criação do Instituto Nacional de Cinema de Moçambique, iniciativa do primeiro presidente Samora Machel. Um ano depois, em 1979, já trabalhava como roterista, tendo escrito o documentário Mueda – Memória e Massacre, dirigido pelo Rui Guerra.
Fundou a produtora Ébano Multimídia, pioneira no cinema moçambicano, tendo realizado mais de 50 produções cinematográficas. A partir do cinema busca contribuir com a revolução moçambicana, criando, atráves da setima arte, uma sociedade nova, mais igualitária. As narrativas principais de sua produção versão sobre o pós-revolução, e sobre a guerra civil que assolou o país entre 1977 e 1992.

## Obra

### Filmografia
| Ano  | Filme                     |
| ---- | ------------------------- |
| 1988 | A Colheita Do Diabo       |
| 1990 | Marracuene                |
| 1992 | Adeus RDA                 |
| 1994 | A Árvore dos Antepassados |
| 1996 | A Guerra da Água          |
| 1997 | Tchuma Tchato             |
| 1998 | Massassane                |
| 1999 | A Última Prostituta       |
| 2000 | Histórias Comunitárias    |
| 2001 | A Ponte                   |
| 2002 | Eclipse                   |
| 2002 | Desobediência             |
| 2003 | Mãos de Barro             |
| 2005 | Acampamento de Desminagem |
| 2006 | O Grande Bazar            |
| 2007 | Hóspedes da Noite         |
| 2010 | A Ilha dos Espíritos      |
| 2012 | Virgem Margarida          |
| 2016 | Comboio de Sal e Açúcar   |

## Prêmios e honrarias
Foi um dos ganhadores do prêmio brasileiro Wladimir Herzog, para obras relacionadas com os Direitos Humanos, em 1980, com a reportagem “Valeu a pena voltar?”, publicada no Coojornal, de Porto Alegre.
Em 1999, recebeu o prêmio da FUNDAC (Fundo para o Desenvolvimento da Arte e Comunicação) pelo conjunto de sua obra. Licínio é o único cineasta vencedor por três vezes do FIPA (Festival Internacional de Produções Audiovisuais), de Biarritz, o mais importante evento europeu de obras para televisão: duas vezes o troféu de prata para filmes de ficção e uma vez o de ouro para grandes reportagens.
Em 2015, foi homenageado pela cinemateca portuguesa com o ciclo O Espírito do lugar: Licínio Azevedo, cineasta de Moçambique. Também recebeu uma incensada retrospectiva do seu trabalho na Alemanha, no 39 Französiche Filmtage. Em 2022 foi novamente homenageado, desta vez em uma cinemataca patrocinada pela Secretaria de Estado da Cultura do Rio Grande do Sul, a Licínio Azevedo - Um Gaúcho em Moçambique.
Seu longa Comboio de sal e açúcar foi escolhido para representar Moçambique na categoria de melhor filme estrangeiro para a cerimônia do Oscar de 2018, sendo a primeira vez que um filme moçambicano foi submetido ao Academy Award.